# Melva Houston
Melva Houston Tucker (* 5. Juli 1949 in Houston; † 14. Mai 2020) war eine amerikanische Soul- und Jazzsängerin.
Houston wuchs in der Tradition von Gospel, Blues und Jazz auf. Mit 13 Jahren gewann sie einen Nachwuchstalentwettbewerb. Mit 15 Jahren begann sie als Background-Sängerin der Plattenfirma Stax Records, unter anderem war sie an Aufnahmen von Isaac Hayes, Wilson Pickett, Otis Redding sowie Sam & Dave beteiligt. In den 1980er Jahren tourte sie zunächst mit den Platters in Europa. Seit 1988 war sie mehrfach mit eigener Band auf längerer Konzertreise in Spanien. Nach einem ersten erfolgreichen Auftritt bei den Esslinger Jazztagen 1996 tourte sie fast jedes Jahr in Deutschland, den Niederlanden und in der Schweiz. Sie legte Alben unter ihrem eigenen Namen vor, aber auch mit der Band von Daniel Messina und mit Ferry Ultra. Sie starb im Mai 2020 an den Folgen einer Lungenkrebs-Erkrankung.

## Diskographische Hinweise
- Live im Jazzclub Armer Konrad (1998)
- Gospel: Live in der Johanneskirche Stuttgart (2002)
- Black Coffee (2006)
- There Will Never Be Another You (Double Moon Records) (2010)
- Daniel Messina Band featuring Melva Houston & Regina Büchner: You Are My Angel (2014)
- Daniel Messina Band featuring Melva Houston: The World for the Children (2015)